# Гонсувка-Оссе
Гонсувка-Оссе (пол. Gąsówka-Osse) — село в Польщі, у гміні Лапи Білостоцького повіту Підляського воєводства.
Населення — 358 осіб (2011).
У 1975-1998 роках село належало до Білостоцького воєводства.

## Демографія
Демографічна структура станом на 31 березня 2011 року:
|          | Загалом | Допрацездатний вік | Працездатний вік | Постпрацездатний вік |
| -------- | ------- | ------------------ | ---------------- | -------------------- |
| Чоловіки | 175     | 31                 | 116              | 28                   |
| Жінки    | 183     | 34                 | 97               | 52                   |
| Разом    | 358     | 65                 | 213              | 80                   |